# 九族文化村
九族文化村（英語：Formosan Aboriginal Culture Village）是位於臺灣南投縣魚池鄉的主題樂園，通稱九族。園區內部以臺灣原住民族族群的各項文化特色展示為主要特色，名稱由來為園區成立時中華民國政府延續日本統治時期傳統9族分類法所認定的9個臺灣原住民族。

## 歷史
- 1979年，婦友欣業有限公司投資成立「九族文化村」，富有工業股份有限公司創辦人張榮義發起創辦「台灣原住民」為主題的遊樂園。
- 1983年，動土興建。
- 1986年，正式開幕。
- 1992年，九族文化村打造「世界廣場」（後來改名為「阿拉丁廣場」，是台灣首座大型室內遊樂場），成立歡樂世界，室內樂園部份開始營運。
- 1995年，「金礦山探險」開幕。
- 1998年，「馬雅探險」開幕，是台灣第一座懸吊式雲霄飛車。
- 2000年，「UFO幽浮歷險」開幕，是台灣最高的自由落體設施，高度85公尺。
- 2000年，「九族廣場」擴建，將阿美族、達悟族遷址，完成第一次園內遷村的動線調整。
- 2001年，在交通部觀光局日月潭國家風景區管理處和日月潭觀光發展協會的協助下，首次舉辦「九族櫻花祭」。
- 2001年，九族纜車啟用。
- 2005年，九族櫻花祭延長開放時間，首次引入夜間賞櫻，景色綺麗被譽為「台灣第一夜櫻」。
- 2008年，「加勒比海探險」開幕。
- 2009年，九族文化村闢建完成日月潭纜車，由九族文化村觀山樓通往救國團日月潭青年活動中心，將兩個景點串接起來，總投資額新台幣10億元，纜車路線全長1.877公里。這是台灣第一座以BOO模式營運的公共纜車系統。
- 2011年，首次聯名舉辦「航海王樂園」，2013年落幕。
- 2014年，九族文化博物館擴大重新開，並獲行政院環保署「環境教育設施場所」認證通過，是台灣第一個以文化保存領域獲得認證通過的主題樂園。
- 2014年，獲米其林指南綠色指南2星推薦景點。
- 2015年，九族文化村獲得日本櫻花協會認證為「賞櫻名所」，是日本海外唯一認證的殊榮。
- 2018年，「西班牙海岸」開幕，設施包括：大漩渦、水戰船、飛行船和皇家火車，並將加勒比海探險改名為無敵艦隊後納入。

## 外部連結
- 九族文化村（页面存档备份，存于）（繁體中文）（日語）（泰文）（越南文）（马来文）（英文）（简体中文）
- 九族文化村（页面存档备份，存于）痞客邦（中文）
- 九族文化村——Tripadvisor （页面存档备份，存于）
- 九族文化村——《九族櫻花祭》 : 2022/02/06—2022/03/06 （页面存档备份，存于）
- 九族文化村——日月潭觀光旅遊網 （页面存档备份，存于）
- 九族文化村股份有限公司——台灣公司資料 （页面存档备份，存于）

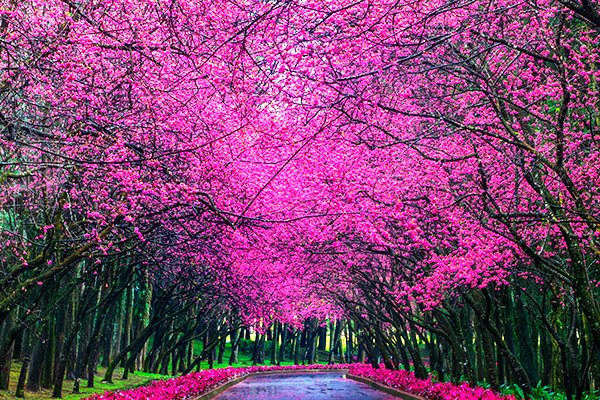
九族櫻花祭

- 九族文化村Formosan Aboriginal Culture Village的Facebook專頁
- 九族櫻花祭的Facebook專頁
- 九族文化村的Instagram帳戶
- YouTube上的九族文化村頻道
- 九族APP Android（页面存档备份，存于）、iOS（页面存档备份，存于）